# نيك هينيسي
نيك هينيسي (بالإنجليزية: Nick Hennessey)‏ هو لاعب كرة قدم أمريكية ولاعب كرة قدم كندية أمريكي، ولد في 2 يوليو 1986.

## وصلات خارجية
- نيك هينيسي على موقع مرجع كرة القدم المحترفة.كوم (الإنجليزية)
- نيك هينيسي على موقع JustSportsStats.com (الإنجليزية)